# Herren Lever
Herren lever är en frikyrklig ekumenisk sångbok utgiven 1977, och avsedd att komplettera flera olika samfunds dåvarande sång- och psalmböcker. Den utgavs med det högre syftet att också bidra till en gemensam psalmbok för alla kristna samfund i Sverige. När denna åtminstone delvis förverkligades 1986, blev Herren lever snabbt överflödig och kom på de flesta håll ur bruk.
Arbetsgruppen, som sammanfört alla 138 sångerna i boken, bestod av representanter för Metodistkyrkan i Sverige, Svenska Alliansmissionen, Svenska Baptistsamfundet, Svenska Missionsförbundet och Örebromissionen. Innehållet var en blandning av mestadels rätt nyskrivna psalmer och visor och de flesta har kommit med i nuvarande Psalmer och sånger.

## Innehåll
Innehållet är en blandning av äldre och nyare psalmer och sånger för att passa för alla åldersgrupper. Det är också en blandning av nationellt och internationellt ursprung i både texter och melodier. Förutom själva sångsamlingen finns också en samling böner och Psalmer att läsa, psalmvalslista samt register över författare och kompositörer. Då många av texterna och kompositionerna är av yngre datum är många av texterna fortfarande upphovsrättsskyddade.

### Lovsånger
- Nr 800 Lova Herren, sol och måne, text och musik 1958.
- Nr 801 Allt, Herre, lyder dina bud text 1225, bearbetad 1967. Musik 1623.
- Nr 802 Gud tillhör äran text 1977, musik 1747.
- Nr 803 Höj jubel till Herren Psaltarpsalm nr 100 bearbetad
- Nr 804 Halleluja! Sjung om Jesus Engelsk text 1866, svensk1967. Melodi 1855.
- Nr 805 Himlar och rymder Text 1977
- Nr 806 Herre Gud, ditt namn, din makt och ära. Norskt ursprung text och melodi 1877. Svensk text 1972.
- Nr 807 Med tacksam röst och tacksam själ   → Text  → Musik.
- Nr 808 Tacken Herren, ty han är undrens Gud Engelsk text 1623, svensk 1967. Melodi 1700-1800-talet.
- Nr 809 Vi lova dig, o store Gud  → Text  → Noter → Musik

### Fader, Son och Ande
Gud, vår skapare och Fader
- Nr 810 Måne och sol, vatten och vind text och musik 1974
- Nr 811 Du Herre, vår Herre text 1976 till folkmusik
- Nr 812 Är Guds kärlek såsom havet text 1957 musik 1960
- Nr 813 Käre vår Herre text och melodi 1971

Jesus vår Herre och Broder 814-824
- Nr 814 Någon du känner är din bäste vän text 1965 musik 1970
- Nr 815 Alla Guds löften text 1972 musik 1973
- Nr 816 För att du inte tog det gudomliga text 1970 musik 1976 (G-dur) av Börge Ring
- Nr 817 För att du inte tog det gudomliga text 1970 musik 1970 (C-dur) av Ingmar Milveden
- Nr 818 Han satte sig ner på stranden text och musik 1970
- Nr 819 Jesus är min vän den bäste text 1691 musik 1674
- Nr 820 Kristus är världens ljus  Svensk text 1970 musik 1681
- Nr 821 Jesus Krist är Herre och Gud text 1937 bearb. 1965 musik 1939
- Nr 822 Mänsklig visdom djupt förstummas engelsk hymn, till svenska 1960. Musiken äldre fransk i d-moll
- Nr 823 Salig, salig den som kände text 1816, musik 1649
- Nr 824 O Jesus Krist, dig till oss vänd text 1609-1695, musik från Lyon 1547

Anden, vår hjälpare och tröst 825-826, 901
- Nr 825 Gud, när du andas över vår jord text fransk 1969 svensk 1974, musik 1969
- Nr 826 Vinden ser vi inte text 1958, 1973 musik 1958
- Nr 901 Gud är kärlek, Jesus lever text och musik 1972

### Ordet
- Nr 827 Fyra män från Kanaans land text och musik 1970
- Nr 828 Högt i stjärnehimlen text 1968, 1973 musik 1962
- Nr 829 När mörker över djupet var text 1970 musik 1973
- Nr 830 Se, jag vill bära ditt budskap text och musik mitten till sent 1900-tal

### Kyrkan
Enhet 
- Nr 831 Lågorna är många text 1972 musik 1974
- Nr 832 Stå upp, befriade folk engelsk text 1911, svensk text 1967 musik 1770

Vittnesbörd - tjänst
- Nr 833 Att leva text och musik 1972
- Nr 834 Blott i det öppna danskt ursprung, svensk text 1972, musik 1974
- Nr 835 Dela med dig text och musik 1972
- Nr 836 Som du går oss till mötes text 1974, 1977 musik 1974
- Nr 837 Ett Kristusbrev till världen text 1935, 1972 musik 1968
- Nr 838 Jag behövde en nästa text 1965, 1968 musik 1965
- Nr 839 Om din kyrka stänger sina portar engelsk text 1900-tal svensk 1969 musik 1900-tal
- Nr 840 Vi söker varandra förgäves text 1961 musik 1961 (P&S 1986 nr 715)

Nattvarden
- Nr 841 Du som gick före oss text 1968 musik 1959
- Nr 842 En enda text och musik1972
- Nr 843 Här är rymlig plats. Svensk text 1974 och amerikansk musik
- Nr 844 När vi delar det bröd Svensk text 1972. Melodin negro spriitual.
- Nr 845 Jag kom inte hot för att jag tror text och musik 1967.

### Kyrkans år
Advent
- Nr 846 Hosianna, hipp hurra text och musik 1970
- Nr 847 Det ljus som liv åt världen gav svensk text 1972 musik "Negro spiritual"
- Nr 848 Kristus kommer – Davids son text 1967 musik 1704
- Nr 849 O låt ditt rike komma text 1969 musik 1970

Jul
- Nr 850 Det folk som vandrar i mörker text 1965 musik 1700-talet
- Nr 851 Förunderligt och märkligt
- Nr 852 Kristus är kommen
- Nr 853 Lyss till änglasångens ord
- Nr 854 Och det hände vid den tiden
- Nr 855 Vid Betlehem en vinternatt
- Nr 856 Det ringer nu till julefest
- Nr 857 För vår skull är Jesus född

Kyndelsmässodagen
- Nr 858 Gud bor i ett ljus
- Nr 859 Jungfru Maria

Marie bebådelsedag
- Nr 860 Salig du och högt benådad

Passionstiden
- Nr 861 Den kärlek du till världen bar
- Nr 862 Den natt då Jesus gick att dö
- Nr 863 De såg ej dig, blott timmermannens son
- Nr 864 Domen över världen går
- Nr 865 Barabbas vi släppte fri
- Nr 866 Jag tänker på min Herre
- Nr 867 Were you there (Var du med)
- Nr 868 När världens Frälsare jag ser

Påsktiden
- Nr 869 De trodde att Jesus var borta
- Nr 870 Det är sant, att Jesus lever
- Nr 871 Gråt inte mer Maria
- Nr 872 Dina händer är fulla av blommor
- Nr 873 Kristus är sannerligen uppstånden
- Nr 874 Du segern oss förkunnar
- Nr 875 Kristus uppstånden
- Nr 876 Herren lever, våga tro det
- Nr 877 Livet vann, dess namn är Jesus
- Nr 878 Var glad, för Kristus lever

Kristi förklarings dag
- Nr 879 Sorlet har dött
- Nr 880 Vår blick mot helga berget går

Den helige Mikaels dag
- Nr 881 Jordens alla riken är Guds örtagård
- Nr 882 Vår Gud, som skapar liljan

### Dagens och årets tider
Morgon
- Nr 883 Det är morgon

Kväll
- Nr 884 Bliv kvar hos oss, o Herre kär
- Nr 885 Den dag du gav oss
- Nr 886 Nu sjunker bullret
- Nr 887 Så tvår sig än en dag i nattens källa

Årstiderna
- Nr 888 De blomster som i marken bor
- Nr 889 Kornet har sin vila

### Att leva av tro
Bön
- Nr 890 Det spirar i Guds örtagård text 1910 musik 1943
- Nr 891 Gud, för dig är allting klart  text 1900-tal musik 1691
- Nr 892 Är jag glad, så får jag bedja text och musik 1900-tal
- Nr 824 O Jesus Krist, dig till oss vänd

Sökande och tvivel
- Nr 893 Jag har ofta frågor, Herre text och musik 1972
- Nr 894 Jag skulle vilja våga tro text och musik 1969

Skuld - förlåtelse
- Nr 895 Frälsare, du som äger läkedomen text dansk 1877, 1878 svensk 1968 musik 1938
- Nr 896 När inför din dom jag stod text 1966 musik 1973
- Nr 897 Han kom från ett främmande land text 1969 musik 1970
- Nr 898 I tro under himmelens skyar text 1945 musik omkring 1902
- Nr 899 Så vid som havets vida famn  text 1965 musik 1888

Tro - trygghet
- Nr 900 Du omsluter mig på alla sidor, musik 1975 Psaltarpsalm 139:5
- Nr 902 För det nya, obekanta ryggar jag text 1966 musik 1970
- Nr 903 Gud, som vård om sparven tar text 1958 musik 1959
- Nr 904 Gud vet vad jag heter text och musik 1975
- Nr 905 Kom och se vad Gud har gjort text och musik 1900-tal
- Nr 906 Han som i eder har begynt ett gott verk text och musik 1973
- Nr 907 Min hjälp kommer från Herren text och musik 1900-tal
- Nr 908 Intet kan mig skilja från Guds kärlek text och musik 1960
- Nr 909 Se på himlens många fåglar text 1971 musik 1973
- Nr 910 Våga vara den du i Kristus är text 1963 musik 1976

### Tillsammans i världen
Samhälle - arbetsliv
- Nr 911 Du har ett liv text 1977 musik 1900-tal
- Nr 912 Gud från ditt hus eng text 1900-tal svensk text 1970 musik 1784
- Nr 913 Guds rike är ej fjärran text 1967 musik 1974
- Nr 914 Se Herre på vår arbetsdag eng. text 1900-tal svensk 1970 musik 1900-tal

Fred - frihet - rättvisa
- Nr 915 De rör sej som skuggor text 1971 musik 1976
- Nr 916 Kristus, du är annorlunda text 1967 musik 1973
- Nr 917 Lär mig höra din röst på bussen text och musik 1977
- Nr 918 Min längtan är längre än solarnas ljus text 1969 musik 1974
- Nr 919 Nej, låt dig ej förhårdna text och musik 1900-tal
- Nr 920 I solen finns ljus text och musik 1968
- Nr 921 Guds kärlek är som stranden text och musik 1968
- Nr 922 Vi ville dej se text 1968, 1971 musik Lars Åke Lundberg 1968
- Nr 923 Vi ville dej se text 1968, 1971 musik Sven-Eric Johanson 1968

Jorden är Herrens
- Nr 924 O vilket djup av rikedom text 1929 musik 1753
- Nr 925 Jorden är Herrens text 1968 musik 1973
- Nr 926 Gud skapade de klara vattnen text och musik 1970

### Framtid och hopp
- Nr 880 Den stora vita här vi se text 1914 musik 1916
- Nr 927 Det finns djup i Herrens godhet svensk text 1970 musik: Folkmelodi
- Nr 928 Det finns en väg till himmelen text 1972 musik: Folkmelodi från Sköldinge
- Nr 929 Det kommer en dag då bokrullen öppnas text och musik 1961
- Nr 930 De skall gå till den heliga staden text och musik 1976
- Nr 931 En gång i tidens morgon är jorden ny text 1972 musik 1974
- Nr 932 My Lord, what a morning (O Gud, vilken morgon) svensk text 1977 musik Negro spiritual
- Nr 933 Gud har oss skapat text och musik 1970
- Nr 934 Jag ska gråtande kasta mej ner text och musik 1970
- Nr 935 Jag ska gråtande kasta mej ner text och musik 1970
- Nr 936 Tistlar, törne, ökensand text och musik 1967
- Nr 937 Var inte rädd. Det finns ett hemligt tecken. Text 1972 musik 1974
- Nr 938 Är vi endast gräs som skall förtorka text 1967, 1971  musik 1967

### För gudstjänsten
Böner
- Nr 939 Fader vår
- Nr 940 Apostoliska trosbekännelsen
- Nr 941 Aronitiska välsignelsen
- Nr 942 Apostoliska välsignelsen
- Nr 943 Bön inför gudstjänsten
- Nr 944 Tillbedjan
- Nr 945 Bön och bekännelse
- Nr 946 Bön och bekännelse
- Nr 947 Förbön
- Nr 948 Förbön

Bibeltexter
- Nr 949 Allmän gudstjänst
- Nr 950 Allmän gudstjänst eller Nattvardsgudstjänst
- Nr 951 Missionsgudstjänst eller Sånggudstjänst
- Nr 952 Advent
- Nr 953 Advent
- Nr 954 Marias lovsång
- Nr 955 Jul eller Fredsgudstjänst
- Nr 956 Fastan eller Långfredag
- Nr 957 Påsk eller Allmän gudstjänst
- Nr 958 Den helige Ande
- Nr 959 Framtid och hopp

Gudstjänst för alla åldrar
- Nr 960 Inledning
- Nr 961 Bön
- Nr 962 Bön
- Nr 963 Bön